# Auslandsverwendungszuschlagsverordnung
Die Auslandsverwendungszuschlagsverordnung (AuslVZV) der Bundesrepublik Deutschland ist eine Rechtsverordnung, die die Zahlung von Auslandsverwendungszuschlag für Beschäftigte des Bundes regelt.

## Geschichte
Vorgänger der heutigen Verordnung war die Verordnung über die Gewährung eines Auslandsverwendungszuschlages vom 9. August 1993 (BGBl. 1993 I S. 1467), die mit Wirkung vom 1. Juli 1992 in Kraft trat. Die ursprüngliche Höhe des Auslandsverwendungszuschlags wurde in drei Stufen bemessen. Die Tagessätze betrugen 50, 100 oder 150 Deutsche Mark.